# Saint-Pierre-la-Garenne
Saint-Pierre-la-Garenne é uma comuna francesa na região administrativa da Normandia, no departamento de Eure. Estende-se por uma área de 7,65 km². Em 2010 a comuna tinha 920 habitantes (densidade: 120,3 hab./km²).